# Село имени Ленина (Чуйская область)
Имени Ленина (кирг. Ленин) — село в Чуйском районе Чуйской области Кыргызстана. Входит в состав Ибраимовского айылного аймака.

## География
Село расположено в центральной части области, к западу от реки Шамси, на расстоянии приблизительно 11 километров (по прямой) к югу от города Токмак, административного центра района. Абсолютная высота — 1134 метра над уровнем моря.

## Население
Согласно оценочным данным Национального статистического комитета Кыргызской Республики, численность населения села на начало 2023 года составляла 470 человек.
| год     | 2009 | 2014 | 2015 | 2020 | 2021 | 2023 |
| ------- | ---- | ---- | ---- | ---- | ---- | ---- |
| человек | 487  | 587  | 561  | 579  | 586  | 470  |